# Saint-Sauveur (Viena)
Saint-Sauveur és un municipi francès situat al departament de la Viena i a la regió de la Nova Aquitània. L'any 2007 tenia 1.055 habitants.

## Demografia

### Població
El 2007 la població de fet de Saint-Sauveur era de 1.055 persones. Hi havia 398 famílies de les quals 72 eren unipersonals (28 homes vivint sols i 44 dones vivint soles), 125 parelles sense fills, 181 parelles amb fills i 20 famílies monoparentals amb fills.
La població ha evolucionat segons el següent gràfic:
Habitants censats

### Habitatges
El 2007 hi havia 438 habitatges, 403 eren l'habitatge principal de la família, 15 eren segones residències i 19 estaven desocupats. 430 eren cases i 5 eren apartaments. Dels 403 habitatges principals, 346 estaven ocupats pels seus propietaris, 54 estaven llogats i ocupats pels llogaters i 3 estaven cedits a títol gratuït; 19 tenien dues cambres, 47 en tenien tres, 139 en tenien quatre i 198 en tenien cinc o més. 366 habitatges disposaven pel capbaix d'una plaça de pàrquing. A 128 habitatges hi havia un automòbil i a 257 n'hi havia dos o més.

### Piràmide de població
La piràmide de població per edats i sexe el 2009 era:
| Homes | Edats   | Dones |
| ----- | ------- | ----- |
| 0     | 95 o +  | 0     |
| 4     | 90 a 94 | 0     |
| 4     | 85 a 89 | 12    |
| 0     | 80 a 84 | 4     |
| 4     | 75 a 79 | 4     |
| 8     | 70 a 74 | 16    |
| 24    | 65 a 69 | 12    |
| 44    | 60 a 64 | 32    |
| 28    | 55 a 59 | 24    |
| 24    | 50 a 54 | 28    |
| 56    | 45 a 49 | 72    |
| 28    | 40 a 44 | 20    |
| 52    | 35 a 39 | 32    |
| 20    | 30 a 34 | 28    |
| 48    | 25 a 29 | 44    |
| 44    | 20 a 24 | 36    |
| 28    | 15 a 19 | 40    |
| 24    | 10 a 14 | 16    |
| 44    | 5 a 9   | 12    |
| 16    | 0 a 4   | 8     |

## Economia
El 2007 la població en edat de treballar era de 694 persones, 537 eren actives i 157 eren inactives. De les 537 persones actives 493 estaven ocupades (267 homes i 226 dones) i 44 estaven aturades (22 homes i 22 dones). De les 157 persones inactives 55 estaven jubilades, 57 estaven estudiant i 45 estaven classificades com a «altres inactius».

### Ingressos
El 2009 a Saint-Sauveur hi havia 408 unitats fiscals que integraven 1.061,5 persones, la mediana anual d'ingressos fiscals per persona era de 19.433 €.

### Activitats econòmiques
Dels 37 establiments que hi havia el 2007, 2 eren d'empreses extractives, 2 d'empreses alimentàries, 3 d'empreses de fabricació d'altres productes industrials, 6 d'empreses de construcció, 10 d'empreses de comerç i reparació d'automòbils, 2 d'empreses d'hostatgeria i restauració, 1 d'una empresa d'informació i comunicació, 1 d'una empresa financera, 2 d'empreses immobiliàries, 6 d'empreses de serveis, 1 d'una entitat de l'administració pública i 1 d'una empresa classificada com a «altres activitats de serveis».
Dels 6 establiments de servei als particulars que hi havia el 2009, 1 era un taller de reparació d'automòbils i de material agrícola, 1 paleta, 2 guixaires pintors, 1 fusteria i 1 perruqueria.
Dels 3 establiments comercials que hi havia el 2009, 1 era una gran superfície de material de bricolatge, 1 una botiga de menys de 120 m² i 1 una fleca.
L'any 2000 a Saint-Sauveur hi havia 33 explotacions agrícoles que ocupaven un total de 2.108 hectàrees.

## Equipaments sanitaris i escolars
El 2009 hi havia una escola elemental integrada dins d'un grup escolar amb les comunes properes formant una escola dispersa.

## Poblacions més properes
El següent diagrama mostra les poblacions més properes.